# لوكاس هوفمان
لوكاس هوفمان (بالألمانية: Lukas Hoffmann)‏ (13 أبريل 1997 في ألمانيا - ) هو لاعب كرة قدم ألماني في مركز الدفاع. لعب مع SG Sonnenhof Großaspach ‏.

## وصلات خارجية
- لوكاس هوفمان على موقع قاعدة بيانات كرة القدم.إي يو (الإنجليزية)
- لوكاس هوفمان على موقع Soccerway.com (الإنجليزية)
- لوكاس هوفمان على موقع عالم كرة القدم.نت (الإنجليزية)